# Vecchie leggende rielaborate
Vecchie leggende rielaborate (titolo originale: 故事新 in cinese semplificato, Gùshi  xīn biān in pinyin) è una raccolta di racconti dello scrittore cinese Lu Xun.

## I racconti
I racconti sono ordinati con un criterio cronologico, a partire dalle rielaborazioni dei miti più vecchi per finire con i padri della filosofia cinese antica.
- Riparazione della volta celeste, 补天, Bǔ tiān (1935)

La prima versione si intitolava La montagna spaccata, e uscì come appendice alla raccolta di racconti Alle armi (1922). È una rivisitazione del mito di Nǚwā, che secondo la mitologia cinese creò il primo uomo.
- Fuga sulla luna, 奔月, Bēn yuè

Il protagonista del racconto è il leggendario arciere Houyi, che abbatté con le sue frecce nove dei dieci soli che erano sorti contemporaneamente ai tempi del mitico imperatore Yao.
- Il diluvio, 理水, Lǐ shuǐ

Il racconto è ambientato subito dopo il diluvio che secondo  lo Shujing, il “Libro dei documenti”, inondò la terra circondando le montagne e sommergendo le colline.
- La raccolta della veccia, 采薇, Cǎi wēi

Per protestare contro l'invasione del proprio paese da parte del regno di Chu, i due figli del re di Shang si ritirano in montagna come eremiti e vivono cibandosi di foglie di veccia, per evitare di cibarsi del grano dell'occupante.
- Le spade, 铸剑, Zhù  jiàn

In questo racconto intriso di immagini horror, un giovane accetta di lasciarsi decapitare per avere il modo di vendicare la morte del padre.
- La traversata del passo, 出关, Chū guān

In questo racconto appaiono sia Confucio che il suo maestro Laozi, l'autore del Daodejing.
- Contro l'aggressione, 非攻, Fēi gōng

In questo racconto compare il filosofo Mozi.
- Resurrezione, 起死, Qǐ sǐ

Si tratta di una breve opera teatrale che vede tra i personaggi il filosofo Zhuāngzǐ

## Critica
I racconti sono stati scritti in due momenti, tra il 1922 e il 1927, e poi ancora all'inizio degli anni Trenta; gli ultimi risalgono al periodo trascorso dall'autore nella città di Xiamen (al tempo più conosciuta con il nome Amoy) dopo che fu costretto a lasciare Pechino, caduta in balia dei Signori della guerra. La raccolta fu messa insieme soprattutto come risposta a richieste di materiale da parte della Società senza nome. Il lavoro continuò a Guangzhou, dove Lu Xun fu chiamato dal governo rivoluzionario del Guomindang. Scrive Lu Xun nella Prefazione datata 26 dicembre 1935 alla prima edizione: “Per la stesura, a volte mi sono basato su antichi testi, a volte ho dato libero corso all'immaginazione. E avendo minor rispetto per gli antichi che per i miei contemporanei, non ho saputo evitare lo scherzo.” 
Rispetto alle due precedenti raccolte di racconti di Lu Xun, quelli presenti su “Vecchie leggende rivisitate” rappresentano una sorta di “semi-vacanza dall'impegno e un abbandono all'estro e alla fantasia”. 

## Edizioni
- Lu Hsün, Fuga sulla luna, Garzanti, 1973.